# Stargate (filme)
Stargate (bra: Stargate ou Stargate - A Chave para o Futuro da Humanidade; prt: Stargate) é um filme franco-estadunidense de 1994, dos gêneros ação, aventura e ficção científica, dirigido por Roland Emmerich, que também escreveu o roteiro em conjunto com Dean Devlin. A trilha sonora é de David Arnold. O filme dividiu a opinião da crítica, que não gostaram dos clichês e simplicidade do enredo, mas a recepção do público foi bem mais positiva.
Foi o ponto de princípio para a franquia Stargate, que consiste nas telesséries Stargate SG-1 e Stargate Atlantis e Stargate Universe, bem como a série animada Stargate Infinity.

## Sinopse
Em 1928 em Guizé, Egito, uma tumba gigantesca é descoberta. Dentro se encontra um grande anel metálico, e um amuleto com inscrições e o simbolo do deus Rá que a filha do arqueólogo-chefe, Catherine Langford, pega para si.
Nos dias atuais, o egiptólogo Daniel Jackson participa de um simpósio, no qual defende suas teorias sobre a Grande Pirâmide de Gizé, de que não poderia ter sido construída na  Quarta dinastia dos faraós egípcios, que é a versão aceita oficialmente. Ridicularizado e posto de lado pelos seus colegas cientistas, e deixado para trás no meio de sua apresentação, ele se retira desconsolado. No entanto, Catherine o convida a participar das traduções de antigos hieroglifos para a Força Aérea dos Estados Unidos.
Jackson é trazido para uma instalação militar no Colorado, para tratar do que um coronel aposentado,  Jonathan “Jack” O'Neil, revela serem informações secretas. Corrigindo a tradução já efetuada e inspecionando uma pedra encontrada no sítio arqueológico, Jackson conclui que os hieróglifos falavam de um "portal para as estrelas" (Stargate), com alguns símbolos similares a constelações servindo de coordenadas para um ponto no espaço. Os militares então revelam a Jackson o "Stargate" em si, o portal metálico encontrado em Gizé. Pesquisadores conseguiram fazer o anel ser controlado por um computador, e após alinhar os símbolos do Stargate com as travas em seu exterior seguindo a sequência encontrada por Jackson, ativam um buraco de minhoca conectado com outro planeta. O'Neil lidera uma missão de reconhecimento para a travessia, que vê a adição de Jackson.
Chegando em um planeta desértico (mais tarde batizado como Abydos) com uma gigantesca pirâmide, Jackson encontra o Stargate e seus controles, mas não tem as coordenadas para voltar para casa.

## Elenco principal
- Kurt Russell — Jack O'Neill
- James Spader — Dr. Daniel Jackson
- Jaye Davidson — Rá
- Alexis Cruz — Skaara
- Mili Avital — Sha'uri
- Erick Avari — Kasuf
- John Diehl — Charles Kawalsky
- French Stewart — Louis Ferretti
- Richard Kind — Gary Meyers
- Rae Allen — Barbara Shore
- Viveca Lindfors — Catherine Langford
- Leon Rippy — Major-general West

## Sequências
Dean Devlin e Roland Emmerich afirmaram que Stargate seria a primeira parte de uma trilogia, mas as outras duas nunca foram produzidas. Apesar disso, o autor Bill McCay escreveu cinco livros continuando a história do filme. Em 2006, Dean Devlin confirmaria cogitar com os executivos da MGM a possível finalização dessa trilogia, realizando os dois filmes faltantes
Segundo Devlin, no segundo filme Daniel Jackson voltaria para a Terra dois anos depois de sua partida, e descobre um novo portal. Esse portal estaria incluso em uma mitologia diferente da  egípcia. O terceiro filme traria a revelação de que todas as mitologias são convergentes "

### Telesséries
Eventualmente Devlin cedeu os direitos do filme para o distribuidor MGM, que em 1996 começou a produzir uma série de TV para continuar a história de Stargate. Stargate SG-1 estreou em 1997 e durou dez temporadas, com todos os papéis que regressaram do filme interpretados por atores diferentes e alguns elementos da história sendo ignorados - por exemplo, o Stargate passou a conectar com planetas na própria Via Láctea em vez de outras galáxias, Jack O'Neil passou a ser grafado com apenas um "L". Após o cancelamento de SG-1, a história foi encerrada em 2008 com dois filmes em DVD, Stargate - The Ark of Truth (no Brasil: "Stargate - A Arca da Verdade") e Stargate - Continuum (no Brasil: "Stargate - Linha do Tempo"). SG-1 também inspirou a série animada Stargate Infinity (2001-2) e os seriados derivados Stargate Atlantis (2004–2009) e Stargate Universe (2009-11).

### Reboot
Durante uma entrevista ao site Digital Spy, Roland Emmerich revelou que um reboot do filme de 1994 está por vir junto às duas sequências. A ideia é que desta vez, junto ao filme, seja criadas duas sequências como planejado originalmente para Stargate na década de 90, sendo os mesmos substituídos por séries televisivas.
Segundo Emmerich, a ideia é criar uma trilogia a partir da nova versão: "Logo mais vamos contratar um roteirista e começar", conta. O reboot ainda não tem data para iniciar as gravações e lançamento. Em 2015, foi reportado que Emmerich contratou os roteiristas de Independence Day: Resurgence - também uma continuação de um filme seu - para trabalhar na reimaginação de Stargate.

## Trilha sonora
A trilha sonora foi composta por David Arnold e interpretada pela Sinfônica de Londres sob a regência de Nicholas Dodd. Foi o segundo filme que Arnold trabalhou.
Temas musicais da trilha sonora:
1. Stargate Overture
2. Giza
3. Unstable
4. The Coverstones
5. Orion
6. The Stargate Opens
7. You're On The Team
8. Entering The Stargate
9. The Other Side
10. Mastadge Drag
11. The Mining Pit
12. King Of The Slaves
13. Caravan To Nagada
14. Daniel and Sha'uri
15. Symbol Discovery
16. Sarcophagus Opens
17. Daniel's Mastadge
18. Leaving Nagada
19. Ra - The Sun God
20. The Destruction of Nagada
21. Myth, Faith, Belief
22. Procession
23. Slave Rebellion
24. The Seventh Symbol
25. Quartz Shipment
26. Battle At The Pyramid
27. We Don't Want To Die
28. The Surrender
29. Kasuf Returns
30. Going Home